# Afrostelis
Afrostelis is een geslacht van vliesvleugelige insecten van de familie Megachilidae.

## Soorten
- A. aethiopica (Friese, 1925)
- A. kigonserana (Friese, 1925)
- A. madagascariensis Pauly, 2001
- A. ogilviei Cockerell, 1936
- A. otavica Cockerell, 1937
- A. tegularis Cockerell, 1931